# Gnaphalopoda baladica
Gnaphalopoda baladica är en skalbaggsart som beskrevs av Fauvel 1903. Gnaphalopoda baladica ingår i släktet Gnaphalopoda och familjen Melolonthidae. Inga underarter finns listade i Catalogue of Life.